# Columnea sanguinea
Columnea sanguinea là một loài thực vật có hoa trong họ Tai voi. Loài này được (Pers.) Hanst. mô tả khoa học đầu tiên năm 1866.